# Corrent equatorial del Sud
El corrent Equatorial del Sud és un important corrent dels oceans Pacífic, Atlàntic i Índic que flueix d'est a oest entre l'equador i al voltant del Paral·lel 15-Paral·lel 20 de l'hemisferi Sud, segons la longitud i l'estació de l'any. En el Pacífic i en l'Atlàntic, llur trajectòria creua l'equador fins al voltant del Paral·lel 4 Nord.

Mapa que conté els corrents equatorials (color negre)

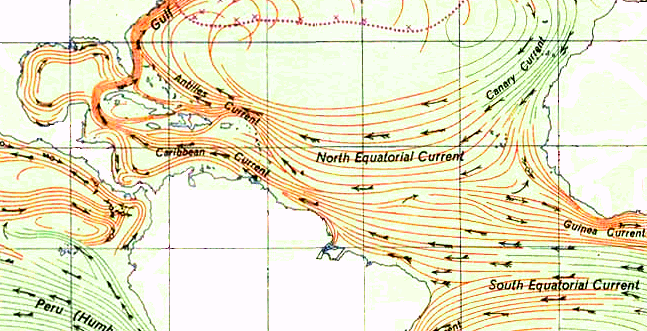
Corrent Equatorial del Sud, al cantó inferior dret de la imatge

Dins de l'hemisferi sud, el corrent Equatorial del Sud és una branca cap a l'oest dels girs subtropicals de gran escala. Aquests girs són moguts per la combinació dels vents alisis en els tròpics i els vents de l'oest que es troben al sud del Paral·lel 30 Sud (aproximadament), a través d'un procés bastant complicat que inclou la intensificació del corrent de frontera occidental. En l'equador, el corrent Equatorial del Sud és mogut directament pels vents alisis que bufen d'est a oest.
En l'oceà Índic, el corrent Equatorial del Sud que flueix cap a l'oest està ben desenvolupat només al sud de l'equador. Directament sobre l'equador, els vents reverteixen dues vegades a l'any a causa dels monsons, i d'aquesta manera el corrent superficial pot ser de direcció est o oest.
Té una temperatura mitjana de 26-28 °C a la superfície i 22-24 °C a una profunditat de 100 m.